# Stia

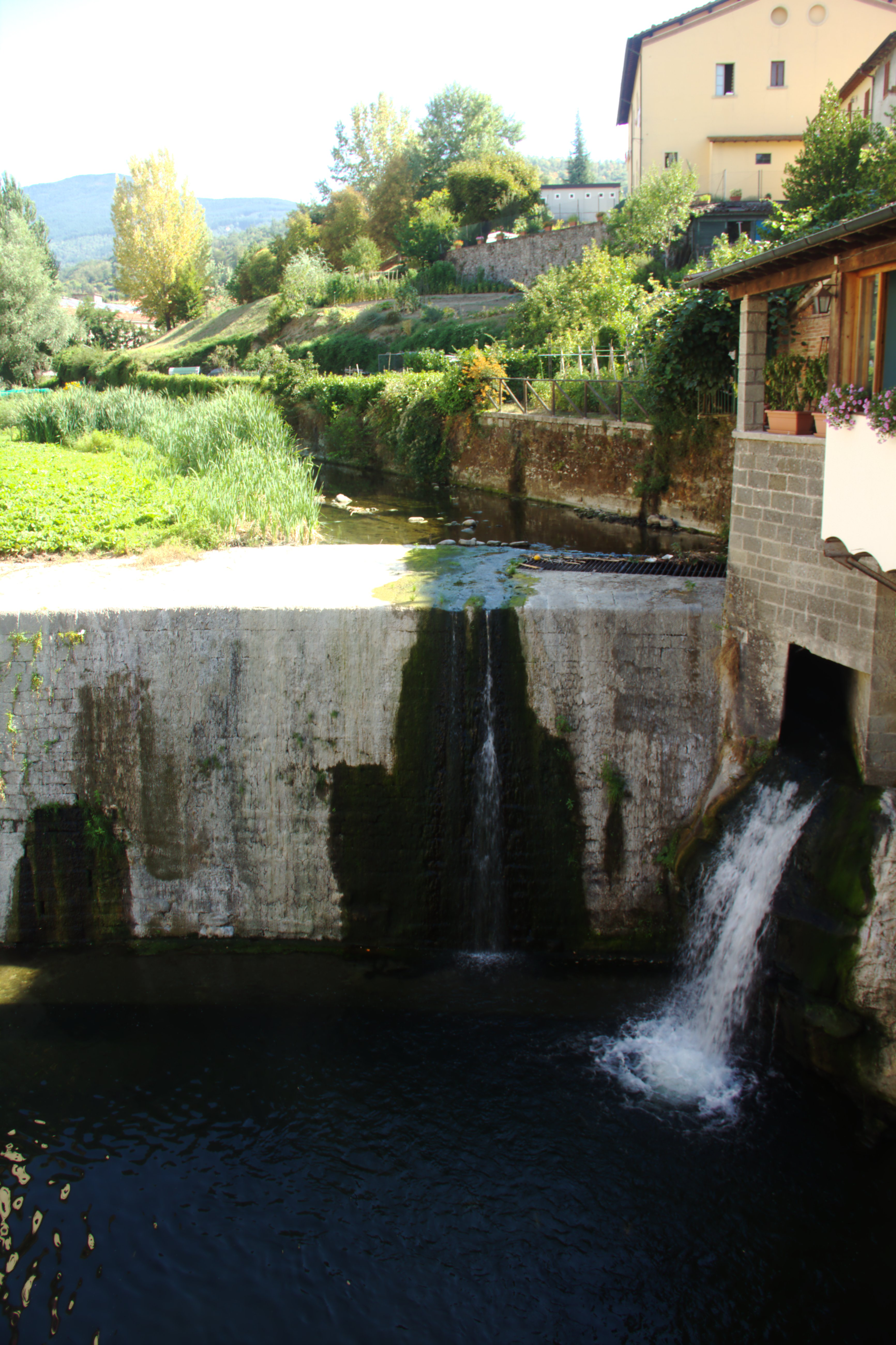
El río Arno en Stia.

Stia es una localidad italiana de la provincia de Arezzo , región de Toscana, con 2.960 habitantes.

Ubicación de la ciudad de Stia dentro de la provincia de Arezzo.

## Evolución demográfica
| Gráfica de evolución demográfica de Stia entre 1861 y 2001 |
|                                                            |
| Fuente ISTAT - elaboración gráfica de Wikipedia            |